# Canton de Villeneuve-de-Berg
Le canton de Villeneuve-de-Berg est une ancienne division administrative française située dans le département de l'Ardèche et la région Rhône-Alpes.

## Géographie
Ce canton était organisé autour de Villeneuve-de-Berg dans l'arrondissement de Largentière. Son altitude variait de 121 mètres à Saint-Maurice-d'Ardèche jusqu'à 1 019 mètres au sein de la commune de Saint-Laurent-sous-Coiron pour une altitude moyenne de 350 mètres.

## Galerie

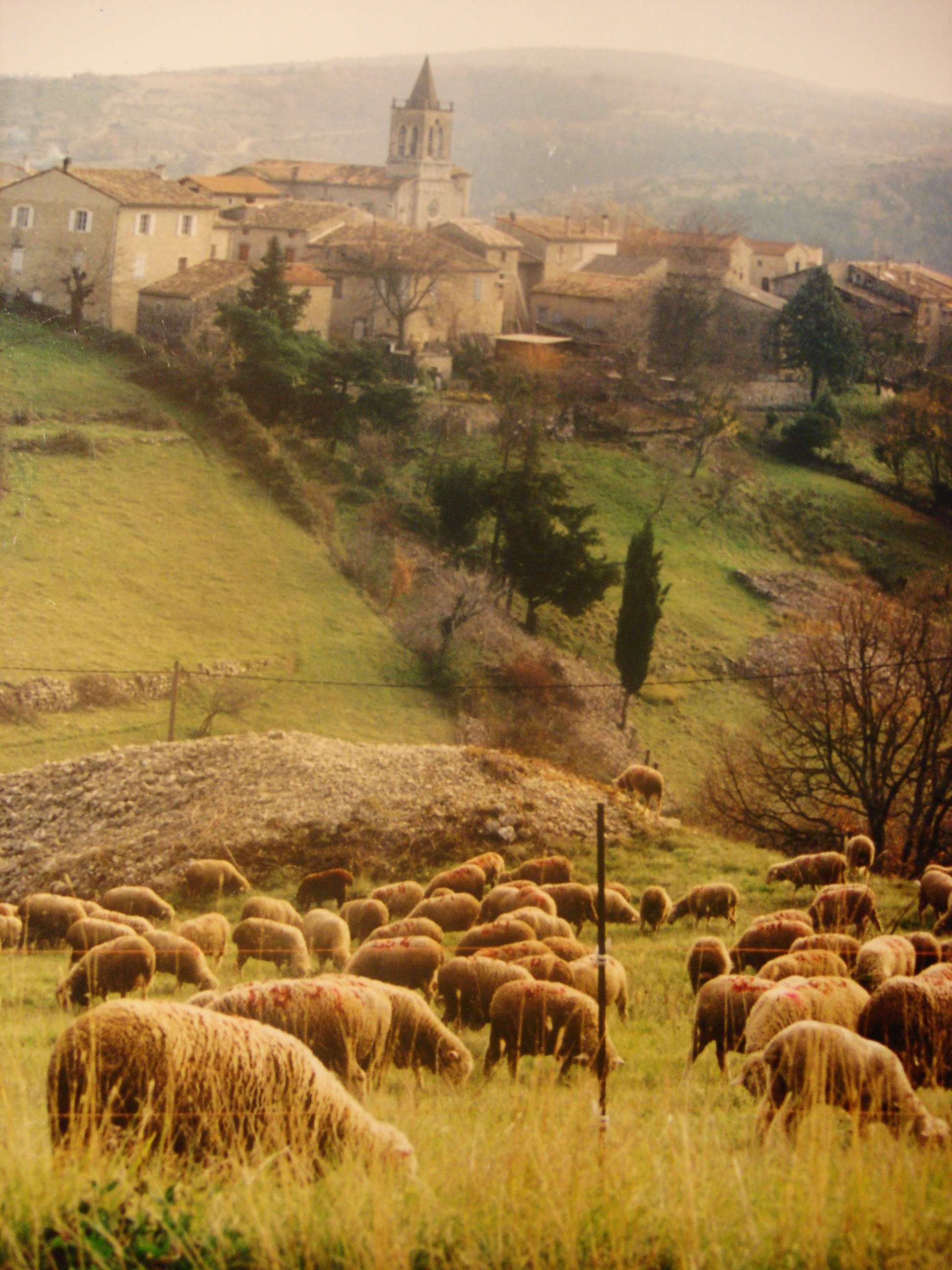
Saint-Andéol-de-Berg

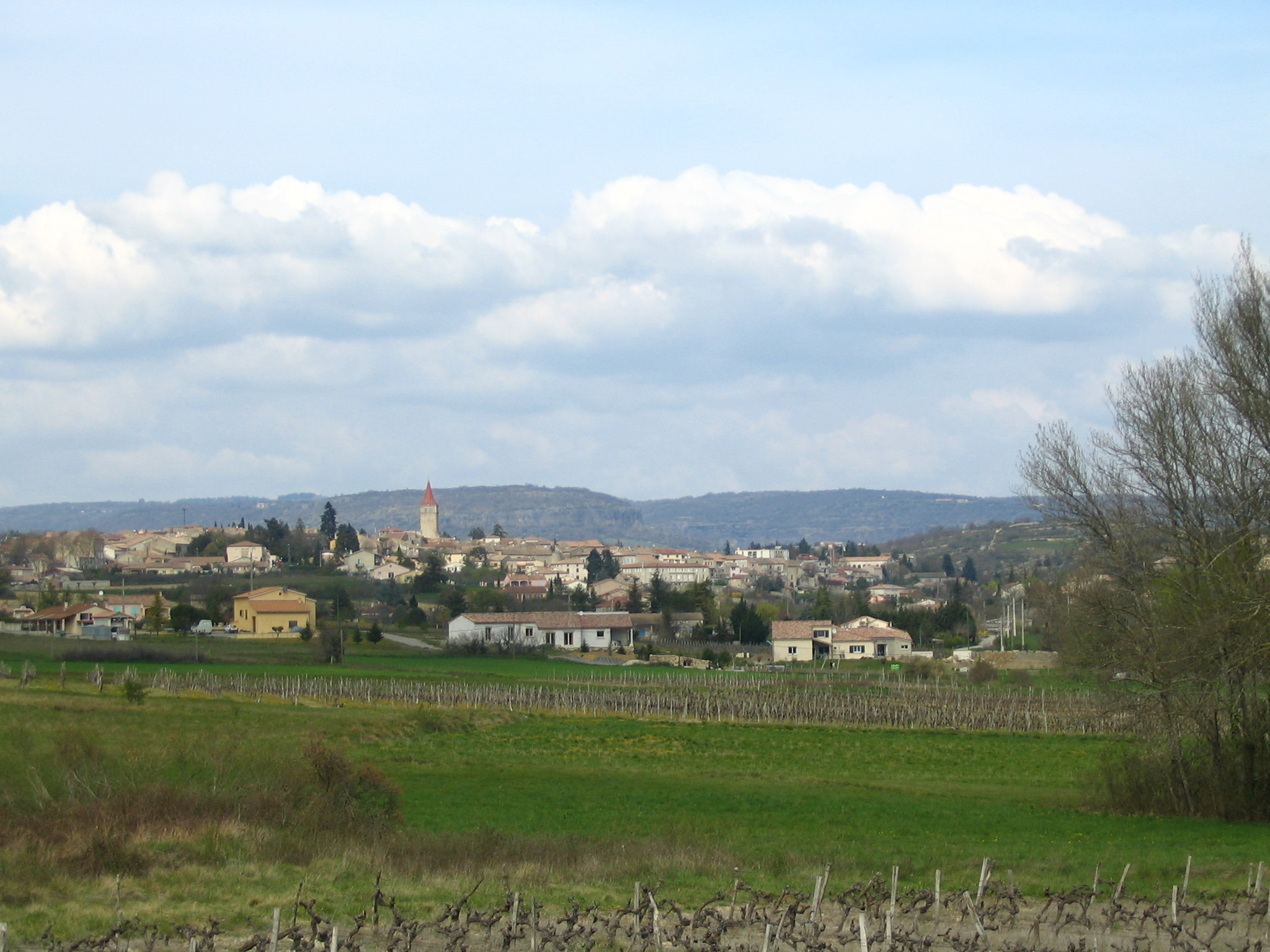
Villeneuve-de-Berg

## Histoire
Par arrêté préfectoral du 22 février 2007, le canton a été détaché de l'arrondissement de Privas pour être rattaché à l'arrondissement de Largentière.

## Administration

### conseillers généraux de 1833 à 2015
| Période       | Période                 | Identité                                        | Étiquette                     | Qualité                                                                                                   |
| ------------- | ----------------------- | ----------------------------------------------- | ----------------------------- | --- |
| 1833          | 1839                    | Jean Casimir Aymard (1786-1868)                 |                               | Procureur du Roi, juge à Privas, né à Villeneuve-de-Berg                                                  |
| 1839          | 1848                    | Jean Dupré                                      |                               | Avocat |
| 1848          | 1852                    | Alfred de Barruel, Marquis de Bavas (1808-1883) |                               | Propriétaire à Villeneuve-de-Berg                                                                         |
| 1852          | 1871                    | Jacques Gabriel Michel (1808-1887)              |                               | Notaire Maire de Saint-Jean-le-Centenier, ancien conseiller d'arrondissement                              |
| 1871          | 1897 (décès)            | Louis Ernest Roustain                           | Gauche                        | Négociant - Maire de Lavilledieu                                                                          |
| 1897          | 1898                    | Paul Ginhoux                                    | Républicain Progressiste      | Industriel                                                                                                |
| 1898          | 1905 (décès)            | Jacques Dupré                                   | Républicain                   | Propriétaire Adjoint au maire de Villeneuve-de-Berg                                                       |
| 1905          | 17 janvier 1922 (décès) | Edouard Maurel                                  | Rad.                          | Maire de Villeneuve-de-Berg (1896-1922)                                                                   |
| 5 mars 1922   | 1940                    | Edmond Largier                                  | RG                            | Directeur d'agence immobilière Député (1928-1932) Nommé conseiller départemental en 1942                  |
|               |                         |                                                 |                               | |
| 1945          | 1951                    | Louis Gineste                                   | SFIO                          | Exploitant forestier à Villeneuve-de-Berg                                                                 |
| 1951          | 1954 (décès)            | Émile Froment                                   | CNIP                          | Négociant Maire de Villeneuve-de-Berg (1945-1955)                                                         |
| 1955          | 20 avril 1958           | Paul Ressayre                                   | DVG                           | Commerçant à Villeneuve-de-Berg                                                                           |
| 20 avril 1958 | 14 mars 1976            | Pierre Cornet                                   | DVD puis UDR puis RI puis UDF | Conseiller de l'Union Française Député (1967-1981) Maire de Villeneuve-de-Berg (1962-1989)                |
| 14 mars 1976  | 18 mars 2001            | Lucien Auzas                                    | PS                            | Agriculteur - Maire de Lavilledieu (1965-2001)                                                            |
| 18 mars 2001  | 16 mars 2008            | Jean-Pierre Gaillard                            | DVD                           | Agriculteur Conseiller municipal de Saint-Jean-le-Centenier suppléant de Jean-Claude Flory de 2002 à 2007 |
| 16 mars 2008  | 2015                    | Jean-Paul Roux                                  | DVG                           | Agriculteur Maire de Lussas depuis 1987 Président de la Communauté de Communes "Berg et Coiron"           |

### Conseillers d'arrondissement (de 1833 à 1940)
| Période                                  | Période      | Identité                       | Étiquette | Qualité |
| ---------------------------------------- | ------------ | ------------------------------ | --------- | --- |
| 1833                                     | 1842         | Jean Pierre Auzépy (1782-1844) |           | Commandant de la Garde nationale, géomètre, percepteur, propriétaire à Villeneuve-de-Berg                   |
| 1842                                     | 1845         | Jacques Gabriel Michel         |           | Notaire, maire de Saint-Jean-le-Centenier                                                                   |
| 1845                                     | 1848         |                                |           | |
|                                          |              |                                |           | |
| 1901                                     | 1934 (décès) | Delphin Amblard (1867-1934)    | Radical   | Maire de Saint-Jean-le-Centenier                                                                            |
| 1934                                     | 1937         | Cyprien Barbe                  | SFIO      | Maire de Lussas                                                                                             |
| 1937                                     | 1940         | Hippolyte Defudes              | PSF       | Adjoint au maire de Mirabel                                                                                 |
| 1940                                     |              |                                |           | Les conseils d'arrondissement ont été suspendus par la loi du 12 octobre 1940 et n'ont jamais été réactivés |
| Les données manquantes sont à compléter. |              |                                |           | |

## Composition
Le canton de Villeneuve-de-Berg regroupait dix-sept communes.
| Nom                            | Code Insee | Intercommunalité           | Superficie (km2) | Population (dernière pop. légale) | Densité (hab./km2) |
| ------------------------------ | ---------- | -------------------------- | ---------------- | --------------------------------- | ------------------ |
| Villeneuve-de-Berg (chef-lieu) | 07341      | CC Berg et Coiron          | 24,61            | 2 927 (2014)                      | 119                |
| Berzème                        | 07032      | CC Berg et Coiron          | 18,36            | 179 (2014)                        | 9,7                |
| Darbres                        | 07077      | CC Berg et Coiron          | 16,52            | 226 (2014)                        | 14                 |
| Lanas                          | 07131      | CC des Gorges de l'Ardèche | 9,85             | 374 (2014)                        | 38                 |
| Lavilledieu                    | 07138      | CC du Bassin d'Aubenas     | 14,65            | 2 039 (2014)                      | 139                |
| Lussas                         | 07145      | CC Berg et Coiron          | 16,45            | 1 108 (2014)                      | 67                 |
| Mirabel                        | 07159      | CC Berg et Coiron          | 19,90            | 602 (2014)                        | 30                 |
| Rochecolombe                   | 07190      | CC des Gorges de l'Ardèche | 21,50            | 219 (2014)                        | 10                 |
| Saint-Andéol-de-Berg           | 07208      | CC Berg et Coiron          | 15,57            | 126 (2014)                        | 8,1                |
| Saint-Germain                  | 07241      | CC Berg et Coiron          | 9,50             | 702 (2014)                        | 74                 |
| Saint-Gineys-en-Coiron         | 07242      | CC Berg et Coiron          | 13,20            | 114 (2014)                        | 8,6                |
| Saint-Jean-le-Centenier        | 07247      | CC Berg et Coiron          | 15,16            | 686 (2014)                        | 45                 |
| Saint-Laurent-sous-Coiron      | 07263      | CC Berg et Coiron          | 15,58            | 103 (2014)                        | 6,6                |

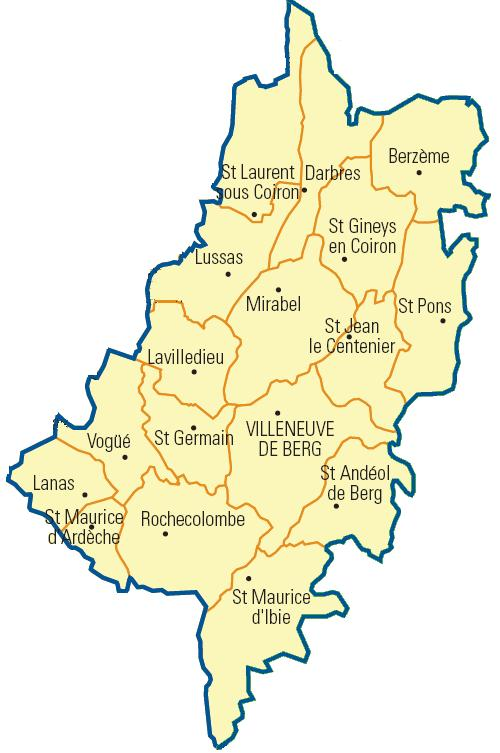
Carte du canton

| Saint-Maurice-d'Ardèche        | 07272      | CC des Gorges de l'Ardèche | 5,19             | 323 (2014)                        | 62                 |
| Saint-Maurice-d'Ibie           | 07273      | CC Berg et Coiron          | 23,30            | 221 (2014)                        | 9,5                |
| Saint-Pons                     | 07287      | CC Berg et Coiron          | 16,50            | 290 (2014)                        | 18                 |
| Vogüé                          | 07348      | CC des Gorges de l'Ardèche | 11,72            | 994 (2014)                        | 85                 |

## Démographie
| 1962  | 1968  | 1975  | 1982  | 1990  | 1999  | 2006  | 2011   | 2012   |
| ----- | ----- | ----- | ----- | ----- | ----- | ----- | ------ | ------ |
| 5 742 | 6 002 | 5 949 | 6 708 | 7 516 | 8 521 | 9 896 | 10 700 | 10 942 |